# Georg Pohler
Georg Pohler (* 23. November 1913 in Kamenz; † 28. März 1997 in Berlin) war ein deutscher Ingenieur und Generaldirektor des VEB Kombinat Kabelwerk Oberspree.

## Leben und Wirken
Nach dem Besuch des Volksschule nahm er 1928 eine dreijährige Lehre zum Elektromechaniker und 1931 ein Ingenieurstudium am Technikum Mittweida auf, das er 1934 abschloss. Danach war er ein Jahr als Messingenieur in Spremberg und ab 1935 als Laboringenieur beim Berliner AEG-Kabelwerk Oberspree (KWO) tätig. Dem KWO blieb er die nächsten Jahrzehnte bis zu Rente treu. Von 1967 bis 1982 war er dessen Generaldirektor. 1973 wurde er als Mitglied der SED Vorsitzender der Berliner Kammer der Technik. An der Technischen Hochschule Ilmenau promovierte er 1977. Das Thema seiner Dissertation lautete Entwicklung von Kabeln zur Elektroenergieübertragung. Ein Jahr später wurde er Ehrendoktor der Technischen Universität Dresden. Er war im Besitz von 28 Patenten und lebte in seiner Villa in Berlin-Hirschgarten, Jastrower Weg.

## Auszeichnung
- 1966 Nationalpreis III. Klasse für Wissenschaft und Technik
- 1970 Nationalpreis II. Klasse für Wissenschaft und Technik